# Dostyk (rejon Ałaköl)
Dostyk (kaz. Достық), do 2007 roku Drużba (ros. Дружба) – wieś w Kazachstanie przy granicy z Chinami, w obwodzie żetyskim, w rejonie Ałaköl, siedziba okręgu wiejskiego Dostyk.

## Historia
Radziecka (rosyjska) nazwa Drużba i kazachska Dostyk oznaczają „przyjaźń”. Wieś Drużba stanowiła sowchoz w ZSRR. Linia kolejowa do miejscowości została wybudowana w 1959 roku, planowano wówczas utworzenie linii kolejowej łączącej Chiny z Kazachską Socjalistyczną Republiką Radziecką na mocy porozumienia z 1954 roku. Na skutek konfliktu ZSRR z Chinami, kolejowy odcinek transgraniczny otwarto dopiero w 1990 roku. Nazwa Drużba została zmieniona na Dostyk w 2007 roku. Do 2016 roku Dostyk miał status posiołoka (osiedla).
Powierzchnia wsi wynosi 3 414 km².

## Demografia
Ludność Dostyku stale wzrasta: w 1990 roku miejscowość zamieszkiwały 3 osoby, w 2000 roku – 437 osób, a w 2015 roku – 1228 osób.

## Infrastruktura
- stacja kolejowa Dostyk z portem przeładunkowym[2] Dostyk TransTerminal[6]
- przejście graniczne Dostyk-Alashankou[2] (Drużba[7])